# West Point (Virginie)
West Point est une ville américaine située dans le Comté de King William dans l’État de Virginie. En 2010, sa population était de 3 306 habitants.

## Source de la traduction
- (en) Cet article est partiellement ou en totalité issu de l’article de Wikipédia en anglais intitulé « West Point, Virginia » (voir la liste des auteurs).